# Паратропна хімічна сполука
Паратро́пна хімі́чна сполу́ка (рос. паратропное химическое соединение, англ. paratropic compound) — хімічна сполука, молекули якої здатні утримувати парамагнітний кільцевий струм (циклічні кон'юговані 4n π-системи, зокрема типу різних ануленів).

Циклобутадієн ([4]анулен)
Бензол ([6]анулен)
Циклооктатетраен ([8]анулен)
Циклотетрадекагептаен ([14]анулен)
Циклооктадеканонаен ([18]анулен)